# Doug McDermott
Douglas Richard „Doug“ McDermott (* 3. Januar 1992 in Grand Forks, North Dakota) ist ein US-amerikanischer Basketballspieler, der seit 2024 bei den Sacramento Kings in der National Basketball Association (NBA) unter Vertrag steht.
Während des Studiums in seinem Heimatland spielte McDermott Basketball in der Collegeliga NCAA und wurde dreimal hintereinander unter die besten fünf Spieler als All-American gewählt. In seinem Abschlussjahr 2014 als Topscorer der NCAA erhielt er zudem die Auszeichnung als „Big East Player of the Year“ und wurde übereinstimmend von verschiedenen Komitees als bester Hochschulspieler des Landes benannt. Im anschließenden Entry Draft der am höchsten dotierten Profiliga NBA wurde er in der ersten Runde an elfter Position von den Denver Nuggets ausgewählt.

## High School und College
McDermott machte seinen Schulabschluss in Ames (Iowa), wo er zusammen mit Harrison Barnes spielte und zweimal die Staatsmeisterschaft für Schulmannschaften gewann. Obwohl sich McDermott bereits zum Studium an der University of Northern Iowa entschlossen hatte, folgte er schließlich seinem Vater Greg McDermott, der als Basketballtrainer an die Creighton University wechselte. Dort spielte Doug unter seinem Vater von 2010 bis 2014 für die Hochschulmannschaft Bluejays zunächst in der Missouri Valley Conference (MVC) der NCAA. Im Jahr 2012 und 2013 konnte man jeweils das Meisterschaftsturnier der MVC gewinnen, schied aber im landesweiten NCAA-Endrundenturnier jeweils in der zweiten Runde gegen renommierte Gegner aus. Nachdem die Bluejays 2012 gegen die Tar Heels der University of North Carolina at Chapel Hill gescheitert waren, verlor man 2013 gegen die Blue Devils der Duke University. 2013 wechselten die Bluejays in die neuformierte Big East Conference und nachdem McDermott bereits in den Vorjahren zweimal die Auszeichnung als „MVC Player of the Year“ erhalten hatte, wurde er auch in der prestigeträchtigeren Big East mit dieser Auszeichnung als bester Spieler der Conference geehrt. Die Bluejays verloren das Meisterschaftsfinale gegen die Friars des Providence College. Auch im NCAA-Endrundenturnier verlor man erneut in der zweiten Runde gegen die Bears der Baylor University deutlich mit 30 Punkten Unterschied. McDermott erzielte in seiner vierjährigen Collegekarriere 3.150 Punkte, brach dabei verschiedene Scoring-Rekorde und war zum Zeitpunkt seines Karriereendes in der NCAA neben Harry „Machine Gun“ Kelly und Lionel Simmons der einzige NCAA-Spieler, der in seiner Karriere mehr als 3.000 Punkte und 1.000 Rebounds einsammeln konnte. Nachdem er 2012 und 2013 bereits zu den Top 3 bei erzielen Punkten pro Spiel in der gesamten NCAA gehört hatte, war er in der Saison 2013/14 als Topscorer der Spieler mit der durchschnittlich höchsten Anzahl an erzielten Punkten pro Spiel. Für seine Leistungen wurde er von verschiedenen Gremien als bester Collegespieler des Jahres übereinstimmend ausgezeichnet.

## NBA
Im NBA-Draft 2014, der als besonders talentiert galt, wurde McDermott an elfter Position von den Denver Nuggets ausgewählt, die ihre Rechte jedoch in einem Spielertausch direkt an die Chicago Bulls weitergaben. In seinem Rookiejahr sah McDermott nur wenig Spielzeit und erzielte in durchschnittlich 9 Minuten Einsatzzeit 3 Punkte im Schnitt. Unter dem neuen Trainer Fred Hoiberg stieg seine durchschnittliche Einsatzzeit auf 23 Minuten und McDermott steigerte seinen Punkteschnitt auf 9,4. Dazu traf er gute 42,5 % seiner Dreipunktwürfe. Im Februar 2017 wurde McDermott zusammen mit Taj Gibson, für drei andere Spieler, zu den Oklahoma City Thunder transferiert. 2017 wurde er zusammen mit Center Enes Kanter und dem Zweitrundenpick der Chicago Bulls für Carmelo Antony zu den New York Knicks getradet. Mitten in der Saison wurde er dann zu den Dallas Mavericks weitergereicht. Im Sommer 2018 unterschrieb McDermott einen Vertrag bei den Indiana Pacers.

## Karriere-Statistiken

### NBA

#### Reguläre Saison
| Saison  | Team                    | GP  | GS | MPG  | FG % | 3P % | FT % | RPG | APG | SPG | BPG | PPG  |
| ------- | ----------------------- | --- | -- | ---- | ---- | ---- | ---- | --- | --- | --- | --- | ---- |
| 2014–15 | Chicago                 | 36  | 0  | 8.9  | .402 | .317 | .667 | 1.2 | 0.2 | 0.1 | 0.0 | 3.0  |
| 2015–16 | Chicago                 | 81  | 4  | 23.0 | .452 | .425 | .857 | 2.4 | 0.7 | 0.2 | 0.1 | 9.4  |
| 2016–17 | Chicago / Oklahoma City | 66  | 5  | 22.8 | .447 | .370 | .845 | 2.7 | 0.9 | 0.2 | 0.1 | 9.0  |
| 2017–18 | New York / Dallas       | 81  | 4  | 21.8 | .467 | .426 | .790 | 2.5 | 1.0 | 0.2 | 0.2 | 7.8  |
| 2018–19 | Indiana                 | 77  | 1  | 17.4 | .491 | .408 | .835 | 1.4 | 0.9 | 0.2 | 0.1 | 7.3  |
| 2019–20 | Indiana                 | 69  | 0  | 19.9 | .488 | .435 | .828 | 2.5 | 1.1 | 0.2 | 0.1 | 10.3 |
| 2020–21 | Indiana                 | 66  | 29 | 24,5 | .532 | .388 | .816 | 3.3 | 1.3 | 0.3 | 0.1 | 13.6 |
| 2021–22 | San Antonio             | 51  | 51 | 24.0 | .462 | .422 | .784 | 2.3 | 1.3 | 0.3 | 0.1 | 11.3 |
| 2022–23 | San Antonio             | 64  | 0  | 20.5 | .457 | .413 | .757 | 2.2 | 1.4 | 0.2 | 0.1 | 10.2 |
| 2023–24 | San Antonio / Indiana   | 64  | 0  | 14.1 | .433 | .410 | .579 | 0.9 | 1.1 | 0.3 | 0.0 | 5.5  |
| Gesamt  | Gesamt                  | 655 | 94 | 20.2 | .471 | .410 | .806 | 2.2 | 1.0 | 0.2 | 0.1 | 8.9  |

#### Play-offs
| Saison  | Team          | GP | GS | MPG  | FG % | 3P % | FT %  | RPG | APG | SPG | BPG | PPG |
| ------- | ------------- | -- | -- | ---- | ---- | ---- | ----- | --- | --- | --- | --- | --- |
| 2014–15 | Chicago       | 3  | 0  | 3.3  | .333 | .500 | 1.000 | 0.7 | 0.3 | 0.0 | 0.0 | 1.7 |
| 2016–17 | Oklahoma City | 5  | 0  | 13.2 | .500 | .538 | —     | 1.0 | 0.2 | 0.2 | 0.2 | 5.0 |
| 2018–19 | Indiana       | 3  | 0  | 9.7  | .200 | .000 | .500  | 1.7 | 1.3 | 0.0 | 0.3 | 2.0 |
| 2019–20 | Indiana       | 4  | 0  | 13.5 | .267 | .200 | —     | 0.8 | 0.3 | 0.3 | 0.0 | 2.5 |
| 2023–24 | Indiana       | 10 | 0  | 6.4  | .455 | .375 | —     | 0.3 | 0.7 | 0.0 | 0.2 | 1.3 |
| Gesamt  | Gesamt        | 25 | 0  | 8.9  | .368 | .325 | .667  | 0.7 | 0.6 | 0.1 | 0.2 | 2.4 |